# Централна банка на Сирия
Централната банка на Сирия (на арабски: مصرف سورية المركزي) е основана през 1953 година, а започва дейността си през 1956 година.
Седалището на централната банка се намира в град Дамаск, като разполага с 11 клона в страната. Целта на банката е „да подпомага стабилността и ефективността на финансовите и платежни системи в страната, така че да насърчава макроикономическите показатели“.